# Ałmaz Czerepowiec
Ałmaz Czerepowiec (ros. Алмаз Череповец) – rosyjski klub hokeja na lodzie juniorów z siedzibą w Czerepowcu.

## Historia
- Siewierstal 2 Czerepowiec (-2009)
- Ałmaz Czerepowiec (2009-)

Od 2009 drużyna występuje w rozgrywkach juniorskich MHL.
Zespół działa w strukturze klubu Siewierstal Czerepowiec z seniorskich rozgrywek KHL.

## Sukcesy
- Pierwsze miejsce w Dywizji Północny Zachód w sezonie zasadniczym MHL: 2012
- Pierwsze miejsce w Konferencji Zachód w sezonie zasadniczym MHL: 2012

## Szkoleniowcy
- Siergiej Iwanow (2009-2010)[5]
- Jewgienij Michałkiewicz (2010-2016)[6][7][8][9][10][11]
- Jewgienij Stawrowski (2016-2020)[12][13][14][15]
- Władimir Leszko (2020-2021)[16]
- Andriej Szefier (2021-2022)[17][18]
- Jegor Baszkatow (2022-)[19]

Trenerem w sztabie byli Siergiej Ziemczenko, Władimir Leszko. Menedżerem został Walerij Zielepukin.